# Zachary Hicks
Zachary Hicks (c. 1736 – 25 de mayo de 1771) fue un oficial de la Marina Real Británica, nacido en Stepney, Londres, que con el rango de teniente fue el segundo oficial al mando en el HMB Endeavour durante el primer viaje al océano Pacífico del teniente James Cook. Murió en la travesía del océano Atlántico durante el viaje de retorno a Inglaterra. La bahía de Hicks en el cabo Este de la Isla Norte de Nueva Zelanda y Point Hicks en la costa de Nueva Gales del Sur, Australia, son nombrados en su honor.

## Primeros años y servicio naval

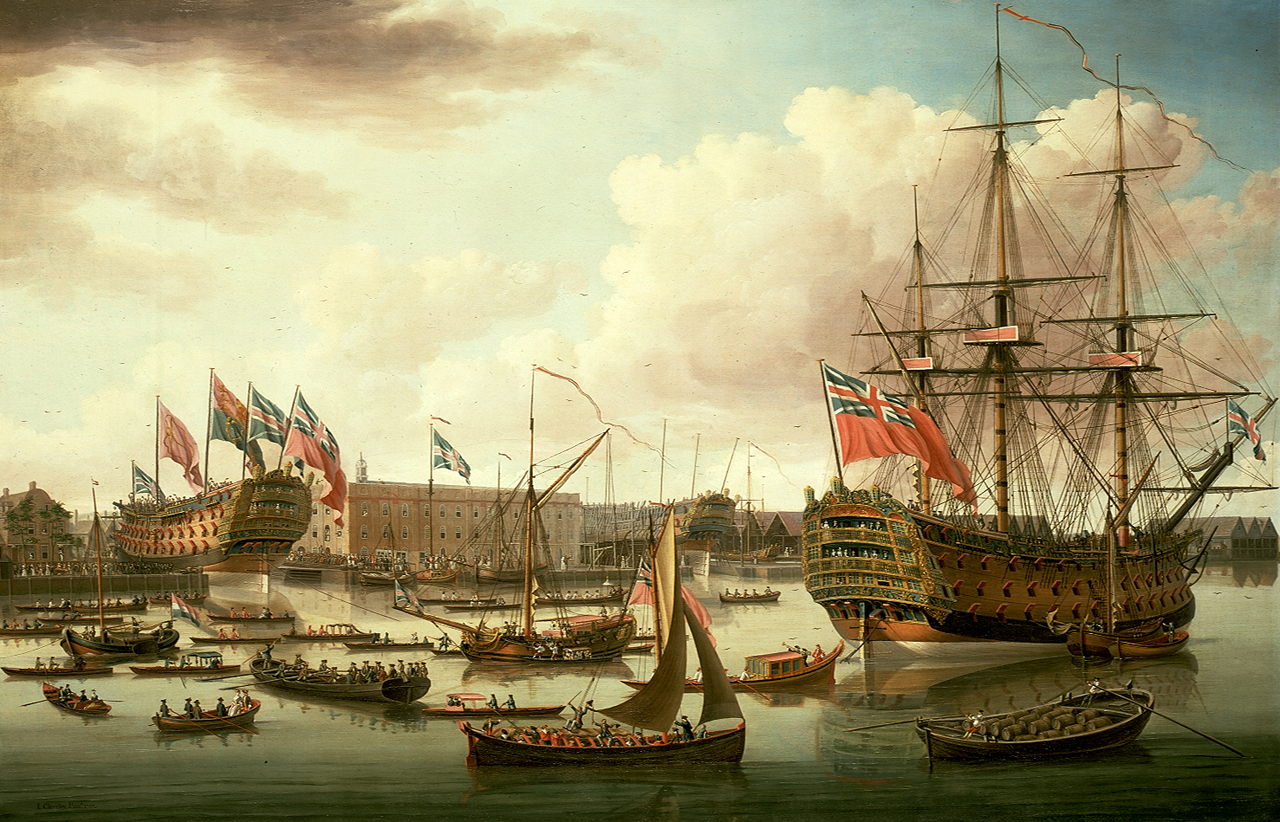
El HMS Royal George en Deptford, mostrándose también la botadura del HMS Cambridge. John Clevely el Viejo, 1757.

Poco se sabe de sus primeros años de vida. Era hijo de Edward Hickes y Thomasin Cope, quienes tuvieron 3 hijos más. Consta que fue bautizado el 23 de junio de 1737 en San Dustán, Stepney, un suburbio al noreste de Londres, cuando probablemente ya tenía un año de edad. Perteneció a una familia de tradición marinera. Uno de sus bisabuelos, también llamado como él, Zachary Browne, fue capitán del sloop Hércules en 1650. Su abuelo Gaspar Hickes fue capitán de la Marina Real Británica. Y su padre también tuvo el rango de capitán pero en la marina mercante.
Cuando en 1760, a los 24 años, aprueba su examen para teniente, nombramiento que no fue efectivo hasta 8 años después, ya se le reconocen 9 años de experiencia en el mar, 5 en barcos de la Compañía Británica de las Indias Orientales y 4 en la Marina Real Británica. La mayor parte de estos últimos lo hace en el HMS Essex, 7 meses como de marinero de primera clase y casi 3 años como guardiamarina. Paso 4 meses como guardiamarina en el HMS Royal George, navío de primera clase, que participó en la batalla de Quiberon en noviembre de 1759, en el contexto de la guerra de los Siete Años. Al año siguiente aprueba el examen para teniente de la armada. En 1766 y 1767 sirve en el HMS Launceston, navío de 5ª clase de 44 cañones, primero como marinero de primera clase y después como guardiamarina.
Su año fue 1768. A principios del mismo recibió su primer mando, ya con su rango de teniente, como primer oficial del HSM ''Hornet'', un sloop de 14 cañones. Sirviendo en este destino, el 26 de mayo de 1768, recibe su designación como segundo teniente del HMB Endeavour, uniéndose a la tripulación del barco, que estaba fondeado en la rada de Deptford, el 3 de junio de ese mismo año. Tenía 32 años.

## Viaje en el HMBEndeavoural Pacífico

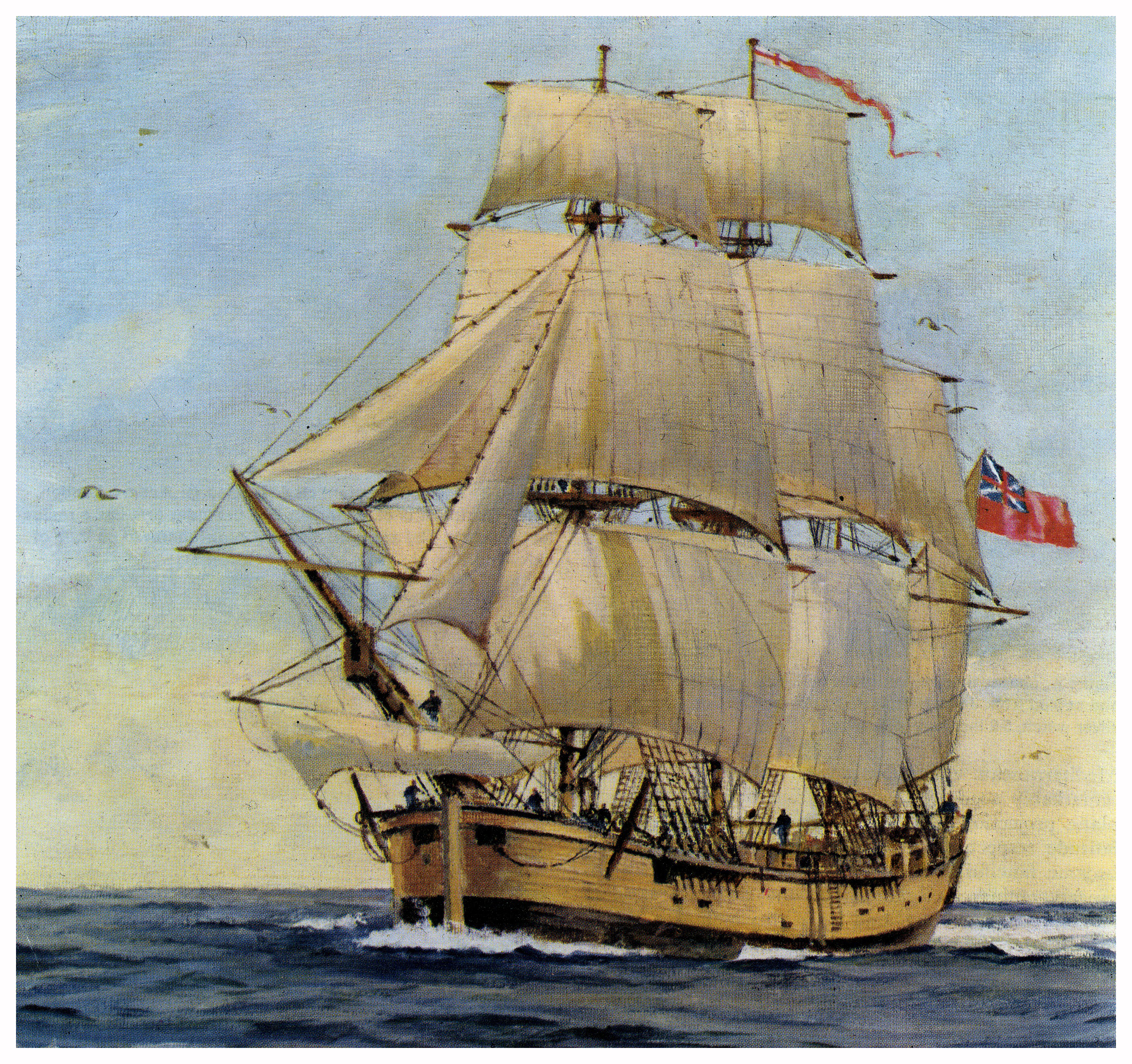
El HMB Endeavour. Representación artística moderna, [https://www.flickr.com/people/35759981@N08 Archives New Zealand.

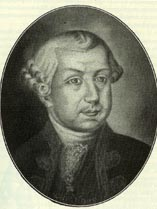
El Virrey de Portugal en Río de Janeiro, Antônio Rolim de Moura Tavares, por cuyas órdenes es detenido Hicks.

El 25 de agosto de 1768 el Endeavour, con toda su tripulación y personal científico a bordo, sale de Plymouth. La primera mención de Hicks en los principales diarios de la expedición no aparece hasta la llegada de la expedición a la bahía de Río de Janeiro en noviembre de 1768. El día 14 de ese mes Cook le encomienda a él y al ayudante del maestre Charles Clerke bajar a tierra y contactar con las autoridades locales para solicitar permiso para avituallarse y reabastecerse. El virrey de Portugal, Antônio Rolim de Moura Tavares, desconfía de que el Endeavour sea realmente un barco de la armada británica y mantiene como rehenes a Hicks y Clerke mientras demanda explicaciones a Cook. Hicks vuelve al navío con una carta del virrey dirigida a Cook. Al volver a tierra con la respuesta un soldado portugués aborda el bote inglés y retiene la embarcación y a los marineros que van en ella devolviendo solo a Hicks al Endeavour. Tras diversas negociaciones el bote y sus tripulantes fueron finalmente liberados.
Al año siguiente, ya en el Pacífico, el Endeavour, llega a la isla de Tahití el 13 de abril de 1769. Tahíti era el destino escogido para llevar a cabo el primer objetivo principal de la expedición establecido por las dos instituciones que la auspiciaban, el Almirantazgo británico y la Royal Society: observar y medir el llamado tránsito de Venus, evento astronómico muy infrecuente pero que podía ayudar a determinar la distancia real que separa a la Tierra del Sol.  Estaba previsto que sucediera en esa latitud el 3 de junio. El día anterior, Cook pone a Hicks al mando de uno de los grupos encargados de realizar las observaciones del evento y lo dirige hacia la costa este de Tahíti. Pocas semanas después, fondeados todavía en Tahíti, a mediados de julio, dos de los infantes de marina de la expedición desertan del campamento en tierra y se ocultan en la isla. Cook pone de nuevo a Hicks al mando de un grupo de hombres con los que solucionar los problemas y enfrentamientos con los tahitianos derivados de la deserción y el secuestro posterior de otros miembros de la expedición por parte de los tahítianos. Tras diversas escaramuzas y negociaciones tanto los desertores como los retenidos fueron recuperados sin daños.

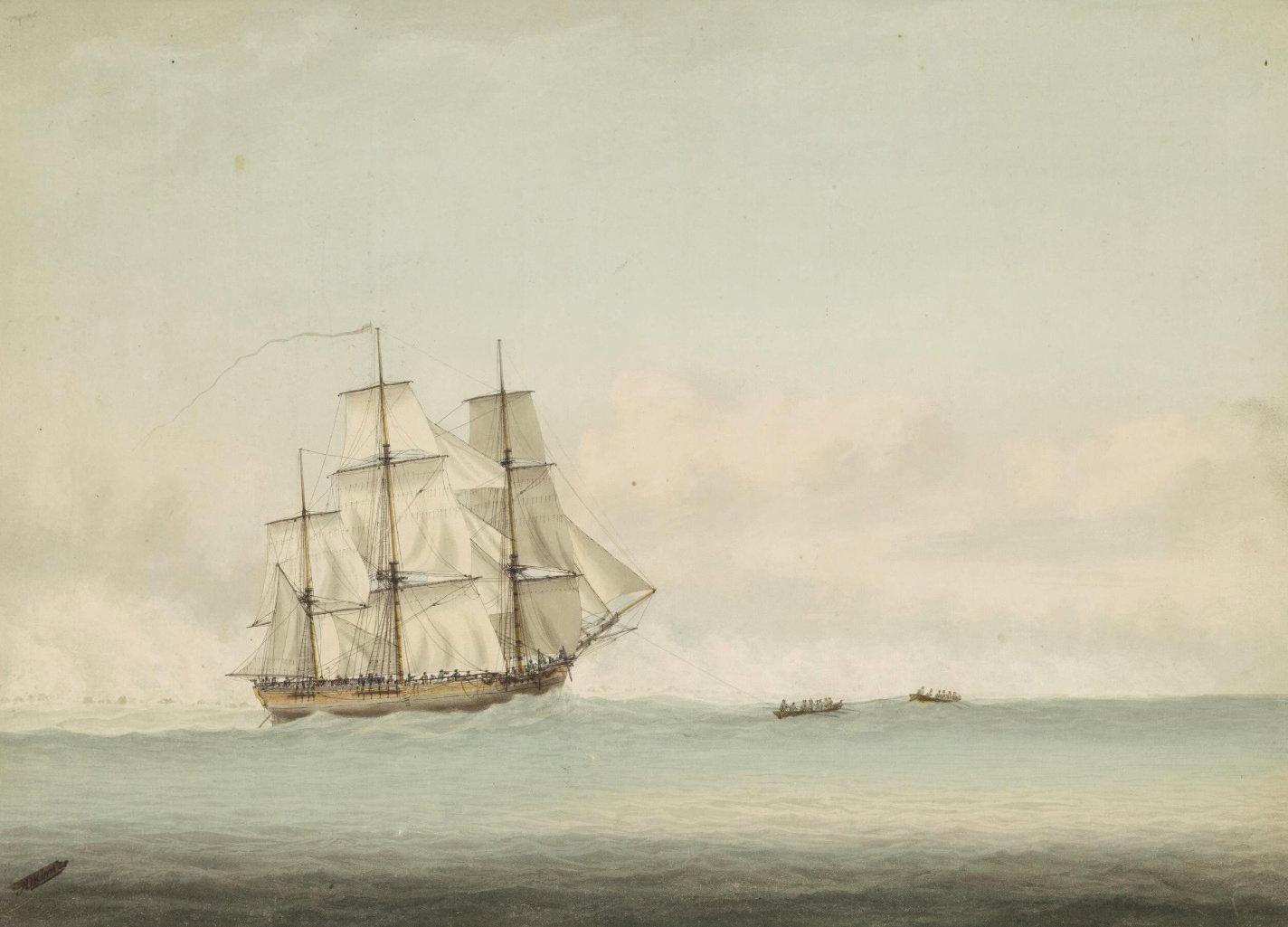
El HMB Endeavour en la costa este de Australia. Samuel Atkins c. 1794.

Durante el periplo alrededor de la costa neozelandesa, Hicks es quién avista, 31 de octubre de 1769, la bahía de Wharekahika en el cabo Este de la Isla Norte de Nueva Zelanda, bahía que recibió su nombre. Al año siguiente, el 19 de abril de 1770, en su turno matinal de guardia, es el primer hombre de la expedición en avistar Australia. Cook también nombrará dicho lugar, Point Hicks, en su honor. Durante casi 5 meses el Endeavour bordeo toda la costa este australiana de sur a norte. Al inicio de esta parte del viaje, a finales del mes de abril de 1770, la expedición fondeó una semana en la Bahía de Botany. Allí Hicks era el encargado de dirigir las partidas para recoger agua y madera para el campamento. Sus continuas incursiones en tierra hicieron que fuese uno de los hombres de la expedición que más contacto mantuvo con los indígenas. Cook recoge en su diario que Hicks se esforzaba por entablar estos contactos, que fuesen lo más cordiales posibles y en intentar aprender palabras del lenguaje aborigen.

### Enfermedad y fallecimiento
Según describe Cook en su diario del viaje, Hicks ya embarcó en Inglaterra padeciendo tuberculosis y mostró signos de dicha enfermedad durante todo el viaje. Cuando el Endeavour llega a Batavia, la actual Yakarta, en la isla de Java, su tuberculosis se agrava por lo que es enviado a tierra para ayudar a su recuperación. El ambiente insalubre de esa ciudad lo impidió. Aun así soportó una gran parte del viaje de retorno del Endeavour a Inglaterra. Finalmente Hicks fallece hacia la 1 p. m. del 26 de mayo de 1771 a los 35 años de edad, ya en el océano Atlántico, a una latitud de 10 grados al norte del Ecuador, celebrándose ese mismo día su funeral según el ceremonial habitual.

## Legado y memoriales

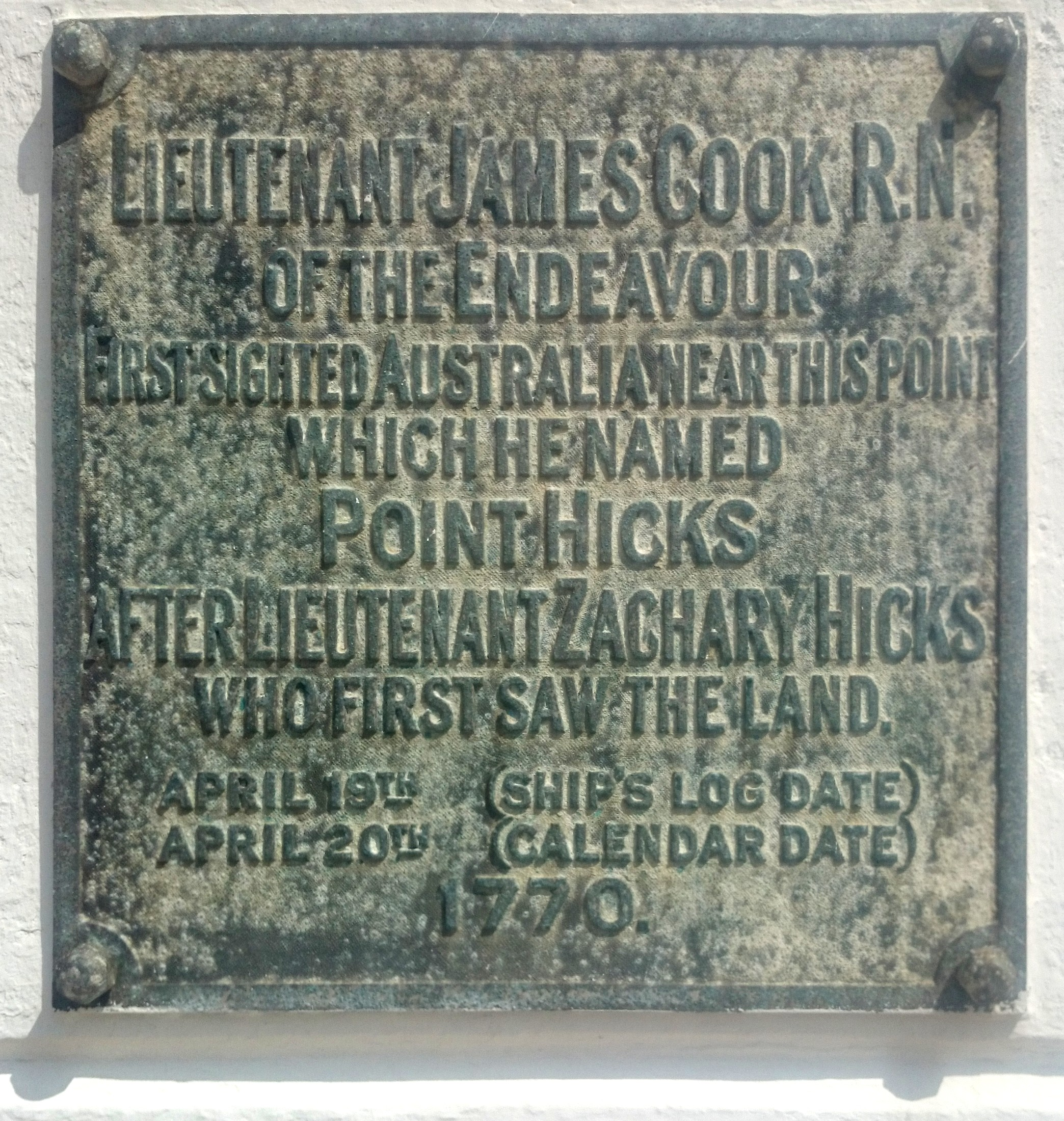
Placa conmemorativa en Point Hicks, Victoria, Australia.

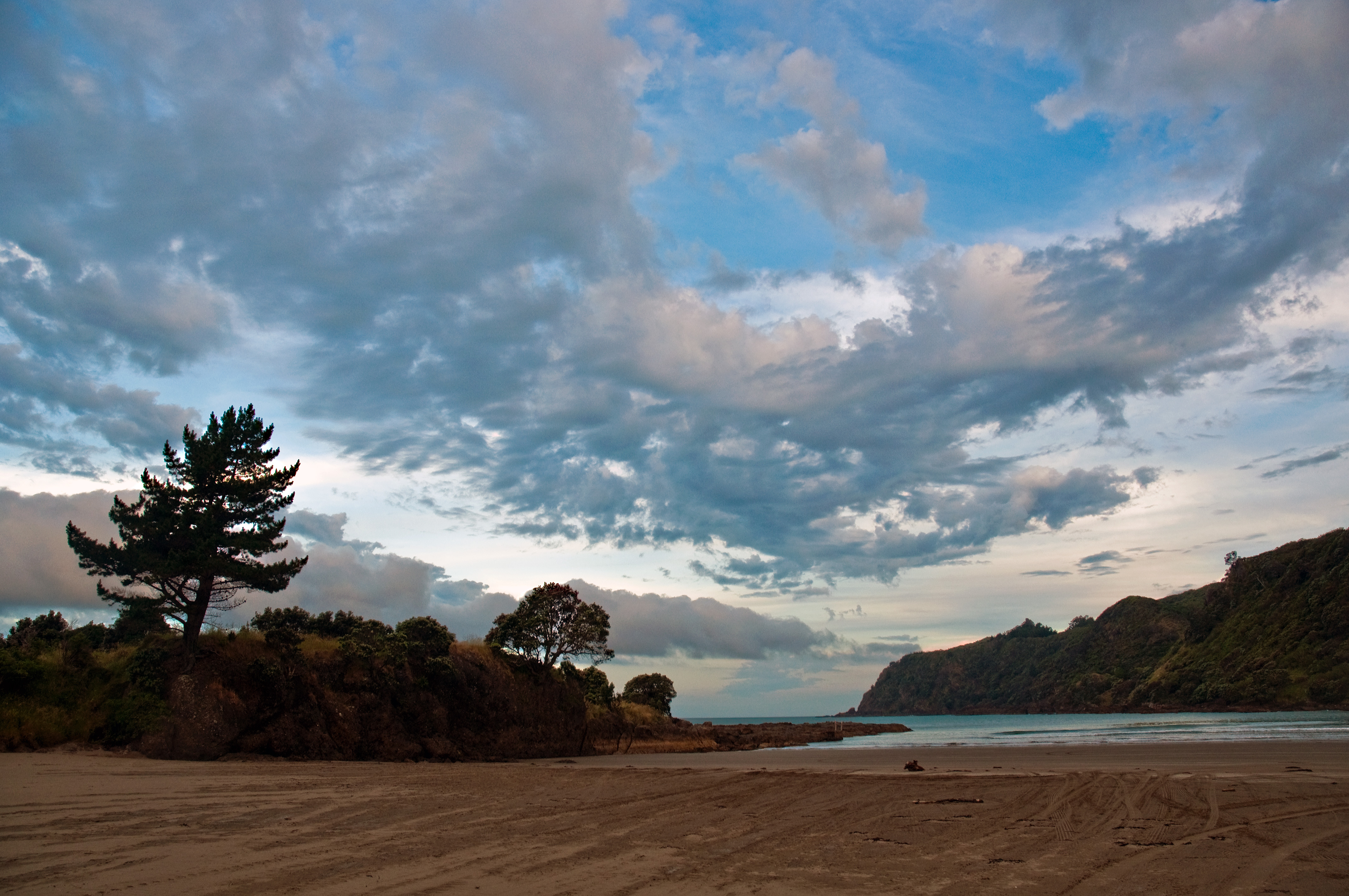
Bahía de Hicks, Isla Norte, Nueva Zelanda.

Hicks no se casó ni dejó descendencia y fallece intestado por lo que su madre se hace cargo de sus bienes. Mantuvo un diario personal y un cuaderno de bitácora desde el 27 de mayo de 1768 hasta el 14 de marzo de 1771, fecha en la que ya está demasiado enfermo para poder continuarlo . Basándose en dichos diarios, John Beaglehole, el editor de la edición canónica de los diarios del capitán Cook, lo describe como un oficial dispuesto, eficiente y competente, que hubiese tenido siempre un puesto en cualquier expedición, aunque, prosaico y poco imaginativo, no tuvo muchas ocasiones en las que hacer brillar sus talentos.
Zachary Hicks es recordado en una inscripción en el monumento de Point Hicks, en Australia. También se inscribe su nombre en un monumento localizado en la casa de James Cook en Great Ayton, en Yorkshire, Inglaterra.